# Liste der Stolpersteine in Bad Oldesloe

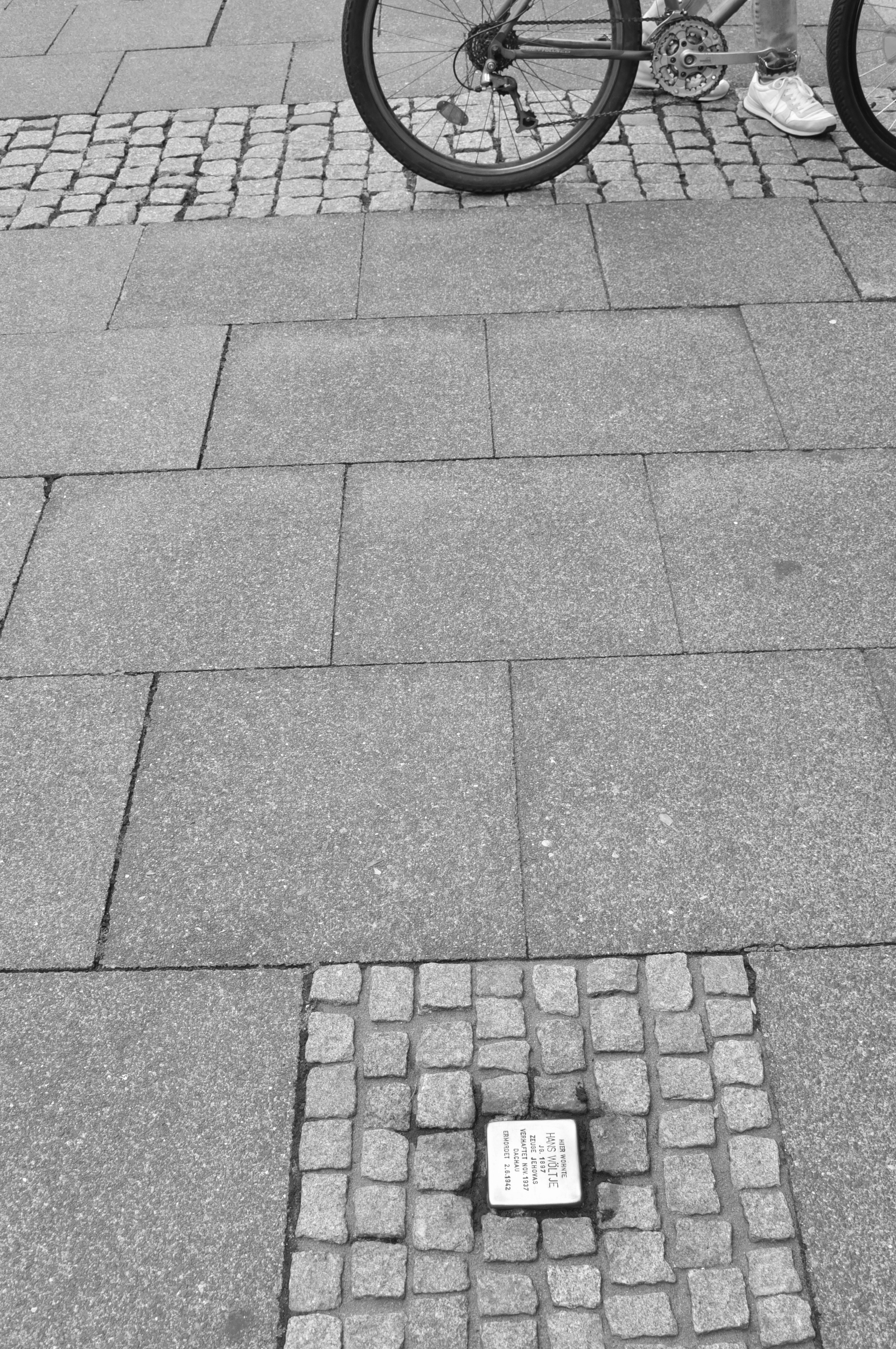
Stolperstein für Hans Wöltje

Die Liste der Stolpersteine in Bad Oldesloe enthält alle Stolpersteine, die im Rahmen des gleichnamigen Kunst-Projekts von Gunter Demnig in der Stadt Bad Oldesloe verlegt wurden.  Stolpersteine erinnern an das Schicksal der Menschen, die von den Nationalsozialisten ermordet, deportiert, vertrieben oder in den Suizid getrieben wurden. Sie liegen im Regelfall vor dem letzten selbstgewählten Wohnsitz des Opfers.
Die erste Verlegung erfolgte am 28. September 2010.

## Verlegte Stolpersteine
In Bad Oldesloe wurden bisher zwei Stolpersteine  an zwei Adressen verlegt.
| Stolperstein | Inschrift                                                                                       | Verlegeort            | Name, Leben |
| ------------ | ----------------------------------------------------------------------------------------------- | --------------------- | --- |
|              | HIER WOHNTE ROBERT KERSTEN JG. 1883 MITGLIED / SPD VERHAFTET 1944 NEUENGAMME ERMORDET 27.2.1945 | Kirchberg 4 ·         | Robert Kersten wurde am 19. August 1883 in Dreschwitz geboren. Er war Eisenbahnarbeiter und wurde 1924 in Stralsund für die KPD in die Bürgerschaft gewählt. Kersten wechselte in die SPD wurde Gewerkschaftssekretär. Im Jahr 1933 hörte er in der Bürgerschaft auf und zog wenige Monate später, 1934, nach Bad Oldesloe, wo er nicht mehr politisch aktiv war. Er wurde für die Gas- und Lichtwerke tätig, nach einer Kriegsverwundung, die ihn zum Invaliden machte, wurde er Stadtbote. Im August 1944 wurde er im Zuge der Aktion Gitter verhaftet, zuerst in Lübeck, dann in Kiel inhaftiert und schließlich wegen „politischer Unzuverlässigkeit“ und in das KZ Neuengamme deportiert. Robert Kersten wurde am 27. Februar 1945 ermordet. Seine Lebensgefährtin erhielt die Nachricht, dass er an einer Magen-Darmkrankheit, einer Variante, die nur Kinder bekommen, verstorben wäre. Nachfahren Kerstens waren bei der Stolpersteinverlegung anwesend. |
|              | HIER WOHNTE HANS WÖLTJE JG. 1897 ZEUGE JEHOVAS VERHAFTET NOV. 1937 DACHAU ERMORDET 2.6.1942     | Hindenburgstraße 49 · | Hans Wöltje wurde am 7. Januar 1897 in Santos, Brasilien, geboren. Er zog nach Bad Oldesloe. Er war Zeuge Jehovas und wurde auf Grund dessen im November 1937 verhaftet. In der Folge wurde er in das KZ Dachau deportiert. Hans Wöltje verlor dort laut offiziellen Dokumenten am 2. Juni 1942 sein Leben. Laut neueren Dokumenten wurde vertuscht, dass er tatsächlich schon als sogenannter arbeitsunfähiger Häftling am 3. März 1942 in die Tötungsanstalt Hartheim überführt wurde und dort noch am selben Tag in einer Gaskammer ermordet wurde. Am 2. Juni 2022 wurde an seiner Grabstelle eine Informationstafel aufgestellt. Eine Ausstellung in Bad Oldesloe im Juni 2022 beschäftigte sich ebenfalls mit seinem Schicksal. |

## Verlegedaten
- 28. September 2010 (Hans Wöltje)
- 1. September 2020 (Robert Kersten)